# Szörny Egyetem
A Szörny Egyetem (eredeti cím: Monsters University) 2013-ban bemutatott egész estés amerikai 3D-s számítógépes animációs film, a Pixar Animation Studios és a Walt Disney Pictures immáron tizennegyedik közös munkája. A film a 2001-es nagy sikerű Szörny Rt. előzményfilmje, mely műfajra ez az első példa a Pixar stúdió történetében.
A film története tizennégy évvel az első rész kezdete előtt játszódik. A Szörny Rt. két hőse, James P. Sullivan „Sulley” és Mike Wazowski beiratkoznak a Szörny Egyetem nevű főiskolára, hogy kitanulják az ijesztgetés szakmáját. A történet azt bontakoztatja ki, hogy a két szörny hogyan vált riválisokból a legjobb barátokká.
Az első rész eredeti hangjai egytől-egyig visszatérnek az új filmben, így a két főszereplő eredeti hangját ismét Billy Crystal és John Goodman szolgáltatja, míg a magyar változatban Gesztesi Károly és Lippai László hangján szólalnak meg. A Szörny Egyetem csupán egyetlen karaktere, Henry J. Vízengúz III kapott új megszólaltatót Kelsey Grammer személyében, akiknek eredeti hangja, James Coburn meghalt az első film elkészítése óta (jelenetét azonban végül törölték a kész filmből). Az eredeti változatban néhány visszatérő szinkronszínész új karakter hangjaként szólal meg; Bonnie Hunt, aki az első részben Mrs. Flintet alakította, most Mike iskolai tanárnőjének hangján szólal meg, valamint a minden Pixar filmben hallható John Ratzenberger, korábban a Jeti hangjaként, most a Szörny Rt. egyik alkalmazottaként hallható.
A filmet az Egyesült Államokban 2013. június 21-én mutatták be, míg nálunk az eredeti bemutató egy nappal korábbra esett volna, azonban később mégis eltolták június 27-re.

## Cselekmény
Egy iskolai gyárlátogatás során a hétéves Mike Wazowski ellátogat a Szörny Rt.-be, a rémisztő vállalathoz, ahol a szörnyrémisztők átmennek az embervilágba, hogy begyűjtsék az embergyerekek sikolyait, ami energiát termel a szörnyek világának. Mike besurran egy embergyerek szobájába, ahol alkalma lesz ellesni a rémisztést a vállalat egyik legjobb rémisztőjétől, Frank McCay-től. Bár Mike felbukkanása a szobában komoly aggodalmat okoz (az embergyerekek fertőzőek a szörnyek számára), Frank McCay tehetséget lát a kis szörnyben, mivel észrevétlenül jutott be a szobába. Évekkel később Mike felvételizik és sikeresen bekerül a Szörny Egyetem nevű főiskolára, ahol a világ legjobb rémisztői tanulták ki az ijesztgetés szakmáját.
A tizenhét éves Mike beköltözik az egyetemre, melyre nagy tervei vannak. Elhatározza, hogy ő lesz a legjobb rémisztő, akit valaha is látott a világ. Az egyetem legjobb karzatára, a Diplomás Rémisztő szakra iratkozik be, ahová milliónyi tehetséges szörny jár, köztük Mike szobatársa is, a kedves, ám kissé félénk Randall „Randy” Kúsz (aki láthatatlanná tud válni). Mike-nak igencsak komoly vetélytársa akad a többszörös rémisztő családból származó nagyképű, arrogáns James P. Sullivan személyében. Ráadásul az egyetem rideg, roppant szigorú dékánja, Csúszómász asszony figyelmezteti a hallgatókat, hogy aki megbukik a félév végén sorra kerülő vizsgán, az nem folytathatja az egyetemen a tanulást. Mike teljes gőzerővel tanul a vizsgára, miközben Sulley kizárólag a szórakozásnak és a bulinak él, csatlakozva a (R)Ordisokhoz, a legjobb és legelitebb rémisztőcsapathoz a kampuszon.
Elérkezik a félévi vizsga napja. Mike és Sulley mindketten be akarják bizonyítani, hogy jobbak a másiknál. Versengésük során azonban véletlenül összetörik Csúszómász dékánasszony sikolyrekord felállítási emlékművét. A dékán rögtönzött rémisztést vár el mindkettejüktől, melyen számára Mike nem felel meg, Sulley pedig rosszul teljesít, így mindkettejüket eltanácsolják a rémisztő szakról. Ezalatt Randy elfoglalja Sulley helyét a (R)Ordisok csapatában, ami véget vet a Mike-al való barátságának.
Ezek után Mike-ot és Sullyet lefokozzák sikolypalack készítőnek, mely az egyik legalantasabb munka egy szörny számára. Mike felfedez egy szórólapot a Szörny Bajnokságról, melyen az egyetem legjobb rémisztőcsapatai csapnak össze. Mike beáll a kampusz egyik legsikertelenebb és legkevésbé rémisztő, korábban megbukott szörnyekből álló csapatába, az Ocsmánykákhoz, és fogadást köt Csúszómász asszonnyal, melyben a dékán ultimátumot ad neki: ha nyernek, az egész csapat visszakerül rémisztő szakra, ha viszont vesztenek, végleg el kell hagyniuk az egyetemet. Mivel a csapatban hat szörnynek kell lenni, Mike kénytelen Sullivant is bevenni. A két szörny ezek után beköltözik az Ocsmánykák kollégiumába (a ház egyikük anyjáé), ahol rövidesen világossá válik, hogy a csapat egyáltalán nincs semmilyen rémisztési tapasztalata.
A bajnokság első fordulójában a versenyzőknek egy hosszú, világító tengerisünökkel teli akadálypályán kell végigmenniük, elkerülve a sünök duzzasztó csípéseit. Bár Mike és Sulley elsőként futnak be, a csapatuk utolsóként kullog, így a szabályok értelmében kizárják őket, ám mivel az egyik csapat csalással nyert, így ők visszakerülnek a versenybe.
A második fordulóban a versenyzőknek az egyetem könyvtárából kell megszerezniük a saját csapatuk zászlaját, minden zaj nélkül, elkerülve a húszméteres, polipszerű könyvtárosnőt, aki minden apró zajra felfigyel és az elkövetőt szó szerint kihajítja. A csapat tagjai Mike terve szerint az ő lépéseit pontosan követve haladnak előre, ám Sulley szerint túlságosan lassan, ezért Sulley előreveti magát és rohanni kezd a zászló felé. A csapat többi tagja minden képességét beveti, hogy eltereljék a könyvtáros figyelmét, mivel Sulley nagy zajt csap, de sikerül sértetlenül kijutniuk az épületből, megelőzve egy másik csapatot, miközben még a zászlót is megszerzik.
Aznap este a bajnokság eddigi fennmaradt versenyzőit a (R)Ordisok meghívják egy pazar buliba, beleértve az Ocsmánykákat is, akiket azonban érkezésük után röviddel meg is aláznak. A (R)Ordisok elmondása szerint ők sosem lesznek profi rémisztők. Mike azonban továbbra sem veszti el a reményt, és másnap éjjel a csapattal együtt betörnek a Szörny Rt.-hez, hogy megfigyelhessék a profi rémisztőket. Mike rájön, hogy ő és Sullivan nem is különböznek annyira, mint hitte. Miután sikeresen megmenekülnek gyár biztonságaitól, elhatározzák, hogy nem fogják feladni és továbbra is küzdenek, hogy megnyerjék a bajnokságot. Időközben rájönnek, hogy a csapat minden tagjának van különleges, egyedi tehetsége, amelyet hasznosítani tud a rémisztés során.
Az Ocsmánykák végül eljutnak oda, hogy a (R)Ordisokkal kell megmérkőzniük a végső bajnokságon, ahol a szörnyeknek egy-egy szimulátorban kell bemutatniuk, hogy mennyire rémisztők. A verseny előestéjén Sulley beszél Csúszómász asszonnyal, aki szerint nem fogják megnyerni a mérkőzést, mert Mike nem rémisztő. Sulley megpróbálja a gyakorlatban tanítani Mike-ot, hogyan lehetne igazán rémisztő, ahhoz pedig ki kell engednie a benne rejlő szörnyet, de semmi reményt nem lát a győzelemre.
Elérkezik a végső összecsapás napja, ahol a két csapat tagjai egyenként megmérkőzik a másik csapat tagjával a rémisztő szimulátorokban. Bár az Ocsmánykák Mike rekorderősségű rémisztésével megnyerik a mérkőzést és ezzel visszakerülnek az egyetemre, Mike rájön, hogy Sulley átállította a szimulátort, hogy megnyerjék a versenyt, mert nem hitt benne, hogy Mike eléggé rémisztő tud lenni. A csalódott Mike szomorúan elhagyja a csapatot.
Visszatérve az egyetemre Sulleyt furdalja a lelkiismeret a tette miatt, és bevallja a dékánnak, hogy csalt a verseny során. Ezalatt Mike betör a gyerekszobaajtó készítők műhelyébe, ahol aktiválja az egyik ajtót, és átszökik az emberek világába, hogy bebizonyítsa, hogy ő is tud rémiszteni. Rémisztési kísérlete azonban balul sül el, ráadásul egy nyári lánytáborban találja magát, ahol a gyerekek mind felébrednek, és közrefogják a kis szörnyet. Az egyetemen a dékán lezárja az ajtót, hogy senki ne juthasson át rajta, így Mike csapdába esik. Sulley, barátja épségért aggódva, Csúszómász tiltása ellenére átmegy az ajtón. Akkorra a táborban már a helyi rendőrség helyszínel, és nyomoz Mike után, akinek sikerült megszöknie. Sulley a tónál talál rá. Egy heves beszélgetés során végre felszínre kerülnek valódi érzései: rémisztő felmenői ellenére számtalan iskolából tanácsolták már el, így folyton csalnia kellett, hogy megfeleljen a családja elvárásainak. Mindeddig ezt eltitkolta, mert Mike csak mostanra lett a barátja. A két szörny, miután lelket öntenek egymásba, visszatérnek a táborba, ahol azonban az ajtót már deaktiválták. Mike-nak támad az ötlete, hogy, ha megijesztik az embereket, elég sikolyenergia termelődik, ami spontán kinyitja az ajtót. Így mikor a rendőrség belép a szobába, a két szörny közös együttműködésének hála, halálra rémisztik a felnőtteket, melynek eredményeként nemcsak az ajtó, de az egyetemen lévő valamennyi sikolypalack felrobban az óriási nyomás hatására. Csúszómász dékánasszony teljesen elámul. A biztonságiak azonban rövidesen megérkeznek, és letartóztatják a párost.
A történtek után Mike-ot és Sulleyt eltanácsolják az egyetemről, noha az Ocsmánykák továbbra is a rémisztő szakon maradhatnak. Nehéz búcsút vesznek a csapatuktól, majd Mike és Sulley is búcsút inteni készül egymásnak. Sulley közben ráébreszti Mike-ot, hogy kettejük közül bár ő a rémisztő, Mike nélkül nem menne semmire, hiszen ő sokkal okosabb és leleményesebb, mint maga hinné. Csúszómász dékánasszony hosszas dicséretet fűz a két szörnyhöz, és bár nem veszi vissza őket az egyetemre, sok sikert kíván nekik a továbbiakban. Mike és Sulley ezután a Szörny Rt. postázójában kézbesítőként kezdenek. Rövidesen rekordot állítanak fel futárként, takarítóként, ételkihordóként is, majd lediplomáznak, és bekerülnek a Szörny Rt.-hez, immár mint profi rémisztők.

## Szereplők
| Szereplő                     | Eredeti hang      | Magyar hang     |
| ---------------------------- | ----------------- | --------------- |
| Michael "Mike" Wazowski      | Billy Crystal     | Lippai László   |
| James Phil "Sulley" Sullivan | John Goodman      | Gesztesi Károly |
| Randall "Randy" Kúsz         | Steve Buscemi     | Rajkai Zoltán   |
| Don Carlton                  | Joel Murray       | Besenczi Árpád  |
| Terry Perry                  | Sean Hayes        | Csőre Gábor     |
| Terri Perry                  | Dave Foley        | Fesztbaum Béla  |
| Doug "Dömpi" Degesz          | Peter Sohn        | Elek Ferenc     |
| Ábránd                       | Charlie Day       | Scherer Péter   |
| Csúszómász dékánasszony      | Helen Mirren      | Kubik Anna      |
| Vér Professzor               | Alfred Molina     | Harsányi Gábor  |
| Johnny J. Worthington III    | Nathan Fillion    | Király Attila   |
| Chet Alexander               | Bobby Moynihan    | Görög László    |
| Frank McCay                  | John Krasinski    | Lux Ádám        |
| Sherri Degesz                | Julia Sweeney     | Kiss Erika      |
| Mrs. Karen Graves            | Bonnie Hunt       | Kocsis Mariann  |
| Roz                          | Bob Peterson      | Pásztor Erzsi   |
| Jeti                         | John Ratzenberger | Faragó András   |
| A hétéves Mike Wazowski      | Noah Johnston     | Straub Martin   |

## Megjelenés
A Szörny Egyetem premierje az Egyesült Államokban 2013. június 21-én volt, míg az Egyesült Királyságban 2013. július 12-én jelent meg. Magyarországon az eredeti premiert eredetileg június 20-ra tűzték volna ki, ám a Disney jogi botrányba került a Fórum Hungary-val, miszerint a kalózfilmek többsége Magyarországon kerül fel leghamarabb az internetre (a legújabb botrányt a Vasember 3. egyik kalózfelvétele csapta ki) Ennek következményeként a Disney 2013-as magyar mozipremierek dátumát mind megtoldotta egy héttel, így a Szörny Egyetem csak június 27-én került a magyar mozivásznakra.

## Televíziós megjelenések
HBO, HBO Comedy, HBO 2, Digi Film, RTL Klub, Film+, Viasat 3, Paramount Channel, Disney+